# Leptofoenus rufus
Leptofoenus rufus is een vliesvleugelig insect uit de familie Pteromalidae. De wetenschappelijke naam is voor het eerst geldig gepubliceerd in 1985 door LaSalle & Stage.